# Länsväg N 876

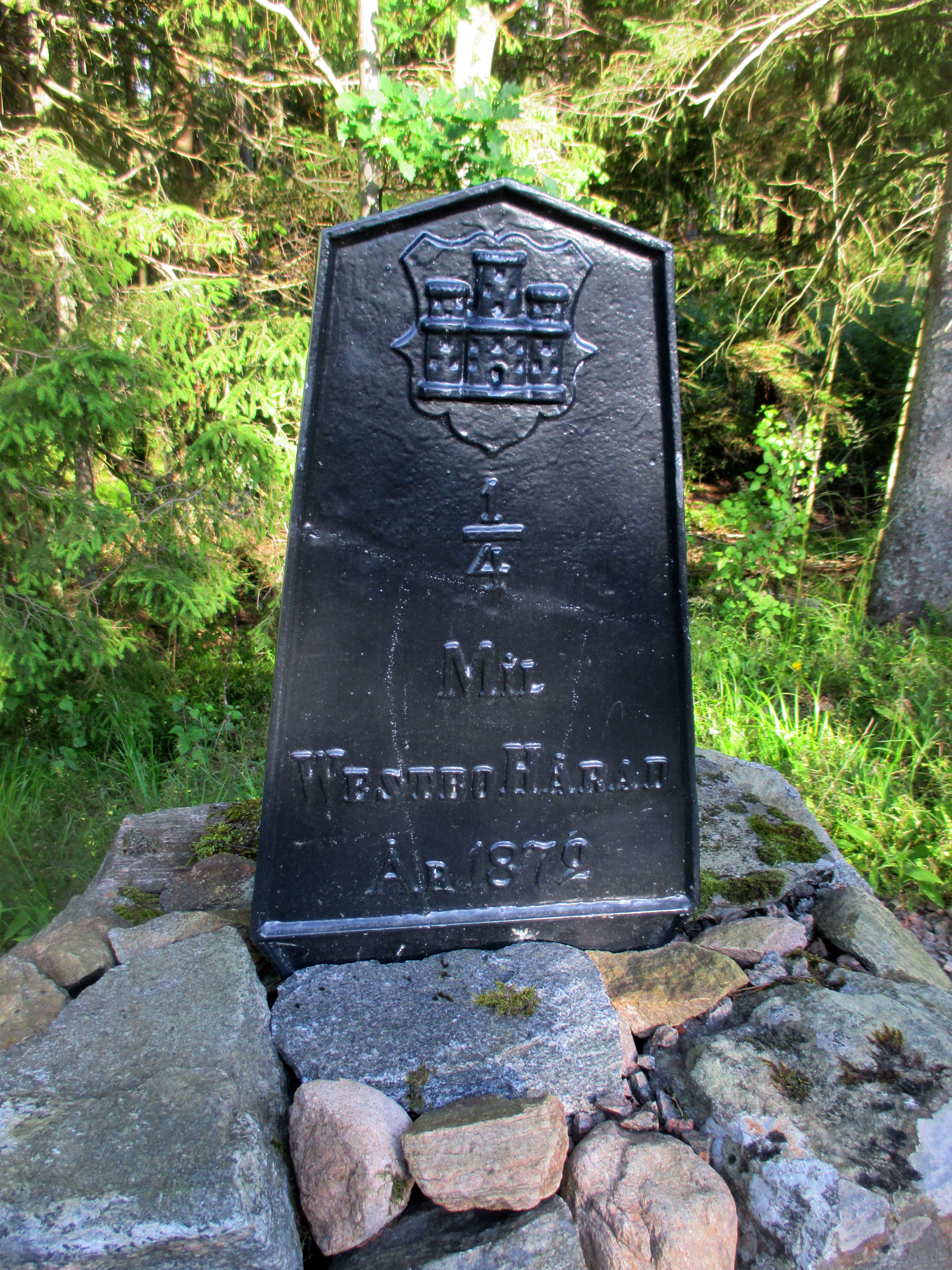
Milstolpe vid Länsväg N 876, cirka tre kilometer norr om Unnaryd, nära Stora Åkebo och Brunnsbacka sågkvarn.

Länsväg N 876 är en övrig länsväg i Hylte kommun i Hallands län (Småland) som går mellan Kronobergs läns gräns vid Yasjön och Jönköpings läns gräns vid Gunnalt. Vägen är 28 kilometer lång och passerar bland annat tätorten Unnaryd. Med undantag för en kortare sträcka grusväg mellan byn Bråta och Jönköpings läns gräns är vägen asfalterad längs nästan hela sin sträcka. Inom Unnaryds tätort heter vägen Södra vägen respektive Norra vägen.
Vägen ansluter till:
- Länsväg G 537 (vid Kronobergs läns gräns nära Yasjön)
- Länsväg N 875 (vid Sönnerskog)
- Länsväg N 870 (vid Unnaryd)
- Länsväg N 887 (vid Åker)
- Länsväg N 886 (vid Hässlehult)
- Länsväg N 888 (vid Jälluntofta)
- Länsväg N 889 (vid Jälluntofta)
- Länsväg F 542 (vid Jönköpings läns gräns nära Gunnalt)

## Referenser

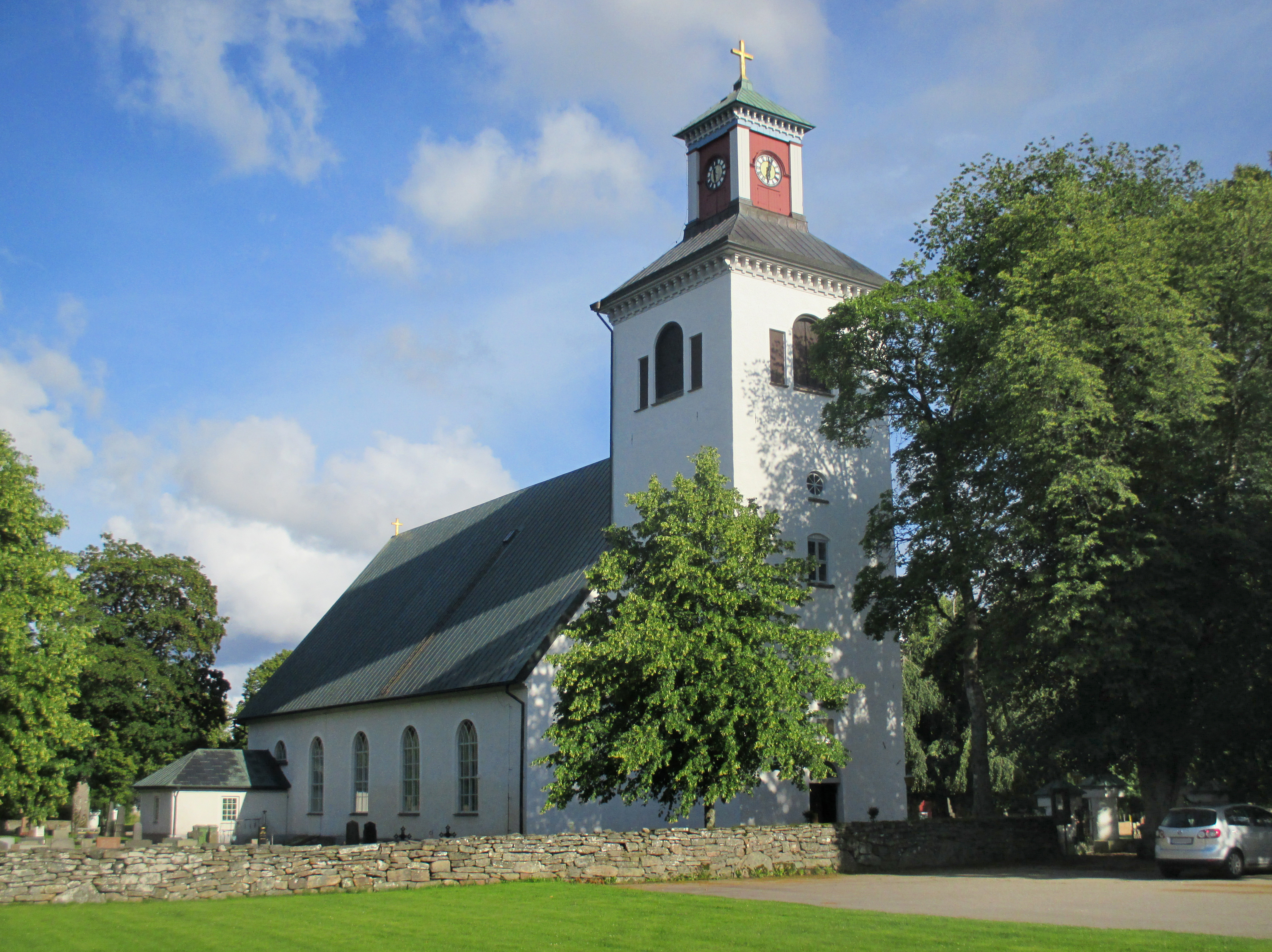
Södra Unnaryds kyrka sedd från Länsväg N 876, nära anslutningen till Länsväg N 870 i Unnaryd.